# Попадинка
Попадинка — деревня в центральной части Порховского района Псковской области. До 2015 года была административным центром сельского поселения «Красноармейская волость».
Расположена на южной окраине города Порхов, на реке Шелонь.

## Население
Численность населения составляет 566 жителей (2000 год).

## История
Попадинка — это бывшая помещичья деревня Попадин Ручей, где на 1896 год жило 112 душ жителей обоего пола.

## Персоналии
- Мазур, Владимир Александрович — советский и украинский режиссёр, сценарист, актёр и прозаик.